# Межзвёздная война
Межзвёздная война — война между комбатантами с разных планетных систем. Концепция обеспечивает общий сюжетный прием в научной фантастике, особенно в поджанре космической оперы. Напротив, термин межгалактическая война относится к войне между воюющими сторонами из разных галактик, а межпланетная война относится к войне между участниками с разных планет одной солнечной системы.

## Вероятность
Майкл Х. Харт утверждал, что если люди когда-либо распространяться на другие планетные системы, реальная вероятность межзвёздной войны будет низкой из-за огромных расстояний и, следовательно, времени для его преодоления. Межзвёздная война потребовала бы гораздо больших затрат времени и ресурсов, чем современные внутрипланетные войны. Роберт Фрайтас утверждал, что затраты энергии, необходимые для межзвёздной войны, были бы тривиальными с точки зрения цивилизации типа II или типа III по шкале Кардашева. 
В фантастических межпланетных войнах можно обнаружить современные обычаи. В ранних фантастических произведениях наблюдалась связь с колониальной системой конца XIX и начала XX веков; в произведениях середины XX века часто наблюдается сильное влияние холодной войны и едва скрытые аллегории конфликта между свободным миром и коммунистическими странами, с людьми (персонифицированными в стиле американских архетипов 1950-х годов) в роли «хороших парней» и пришельцев в роли «плохих парней».

## Межзвёздная война в художественной литературе
Первые фантастические размышления относились к межпланетным войнам, а не межзвёздным (например, роман Уэллса «Война миров» 1898 года). Теперь, когда другие планеты солнечной системы, как полагают, лишены разумной жизни, писатели-фантасты обычно определяют некоторую сверхсветовую форму движения, что могло бы способствовать межзвёздной войне. Такие писатели, как Ларри Нивен, разработали правдоподобный межпланетный конфликт, основанный на колонизации человеком пояса астероидов и внешних планет с помощью технологий, использующих законы физики в их нынешнем понимании.